# Meinen Jesum laß ich nicht, BWV 124
Meinen Jesum laß ich nicht (BWV 124) ist eine Kirchenkantate von Johann Sebastian Bach. Er komponierte die Choralkantate, die auf dem gleichnamigen Lied von Christian Keimann basiert, in Leipzig für den 1. Sonntag nach Epiphanias und führte sie am 7. Januar 1725 erstmals auf.

## Geschichte und Worte
Bach schrieb die Kantate in seinem zweiten Jahr in Leipzig für den 1. Sonntag nach Epiphanias (Erscheinung des Herrn). Die vorgeschriebenen Lesungen für den Sonntag waren Röm 12,1–6 , die Pflichten des Christen, und Lk 2,41–52 , Suchen und Finden des zwölfjährigen Jesus im Tempel. Im Vorjahr hatte Bach zum selben Anlass in Mein liebster Jesus ist verloren die Situation des Menschen bedacht, der Jesus verloren hat. Dieser Kantatentext basiert auf dem Choral in sechs Strophen von Christian Keymann (1658). Der Choraltext beginnt, wie im Werk des Vorjahrs, mit einer Parallele zum Evangelium: Der Glaubende will Jesus nicht verlieren, so wie die Eltern des Zwölfjährigen ihn nicht verlieren wollten. Im weiteren Verlauf verfolgt der Choral die Vorstellung, mit Jesus nach dem Tod verbunden zu sein. Der unbekannte Textdichter behielt die erste und letzte Strophe im Wortlaut bei und dichtete die übrigen Strophen zu ebenso vielen abwechselnden Rezitativen und Arien um. Bach führte die Kantate erstmals am 7. Januar 1725 auf, einen Tag nach Liebster Immanuel, Herzog der Frommen zu Epiphanias.

## Besetzung und Aufbau
Die Kantate ist besetzt mit vier Solisten, Sopran, Alt, Tenor und Bass, vierstimmigem Chor, Horn zur Verstärkung des Soprans im Choral, Oboe d’amore, zwei Violinen, Viola und Basso continuo.
1. Coro: Meinen Jesum laß ich nicht
2. Recitativo (tenor): Solange sich ein Tropfen Blut
3. Aria (tenor): Und wenn der harte Todesschlag
4. Recitativo (bass): Doch ach! welch schweres Ungemach
5. Aria (soprano, alto): Entziehe dich eilends, mein Herze, der Welt
6. Chorale: Jesum laß ich nicht von mir

## Musik
Im Eingangschor tragen Sopran und Horn zeilenweise den cantus firmus vor, eine Melodie von Andreas Hammerschmidt, der mit Keymann zusammenarbeitete, Die Unterstimmen sind überwiegend homophon geführt, während das Orchester eigenes Themenmaterial benutzt in Vorspiel, Zwischenspielen und Begleitung. Der Satz hat Menuett-Charakter, wobei die Oboe d’amore eine konzertante führende Rolle übernimmt. Die Phrase „klettenweis an ihm zu kleben“ wird durch einen drei Takte lang gehaltenen „klebenden“ Ton in den Unterstimmen illustriert. Ein kurzes secco-Rezitativ führt zu einer Tenor-Arie, die von der Oboe begleitet wird, während die Streicher durch ein „trommelndes“ Motiv wiederholter schneller Noten „Furcht und Schrecken“ ausdrücken. Alfred Dürr vergleicht dieses Motiv mit einer ähnlichen Figur im Alt-Rezitativ „Warum wollt ihr erschrecken“, Satz 49 in Bachs Weihnachtsoratorium, Teil VI. In einem weiteren secco-Rezitativ werden die Worte „nach vollbrachtem Lauf“ veranschaulicht durch einen aufsteigenden Lauf über eine Oktave. Ein Duett von Sopran und Alt, nur vom continuo begleitet, ähnelt einem Tanz, der in gleichförmige Abschnitte von vier Takten gegliedert ist. Die Kantate wird durch die letzte Strophe des Chorals in vierstimmigem Satz beschlossen.

## Einspielungen
- Bach Cantatas Vol. 1 – Advent and Christmas, Karl Richter, Münchener Bach-Chor, Münchener Bach-Orchester, Lotte Schädle, Hertha Töpper, Ernst Haefliger, Theo Adam, Archiv Produktion 1967
- Die Bach Kantate Vol. 21, Helmuth Rilling, Gächinger Kantorei, Bach-Collegium Stuttgart, Arleen Augér, Helen Watts, Aldo Baldin, Wolfgang Schöne, Hänssler 1980
- J.S. Bach: Das Kantatenwerk – Sacred Cantatas Vol. 7, Nikolaus Harnoncourt, Tölzer Knabenchor, Concentus Musicus Wien, Solisten des Tölzer Knabenchor, Kurt Equiluz, Thomas Thomaschke, Teldec 1980
- Bach Cantatas Vol. 18: Berlin / Weimar/Leipzig/Hamburg / For Christmas Day & for Epiphany / For the 1st Sunday after Epiphany, John Eliot Gardiner, Monteverdi Choir, English Baroque Soloists, Claron McFadden, Michael Chance, James Gilchrist, Peter Harvey, Soli Deo Gloria 2000
- J.S. Bach: Complete Cantatas Vol. 12, Ton Koopman, Amsterdam Baroque Orchestra & Choir, Lisa Larsson, Annette Markert, Christoph Prégardien, Klaus Mertens, Antoine Marchand 2000
- Bach Edition Vol. 20 – Cantatas Vol. 11, Pieter Jan Leusink, Holland Boys Choir, Netherlands Bach Collegium, Ruth Holton, Sytse Buwalda, Knut Schoch, Bas Ramselaar, Brilliant Classics 1999
- J.S. Bach: Cantatas Vol. 32, Masaaki Suzuki, Bach Collegium Japan, Yukari Nonoshita, Robin Blaze, Andreas Weller, Peter Kooij, BIS 2005